# Inscripcions de Vimose

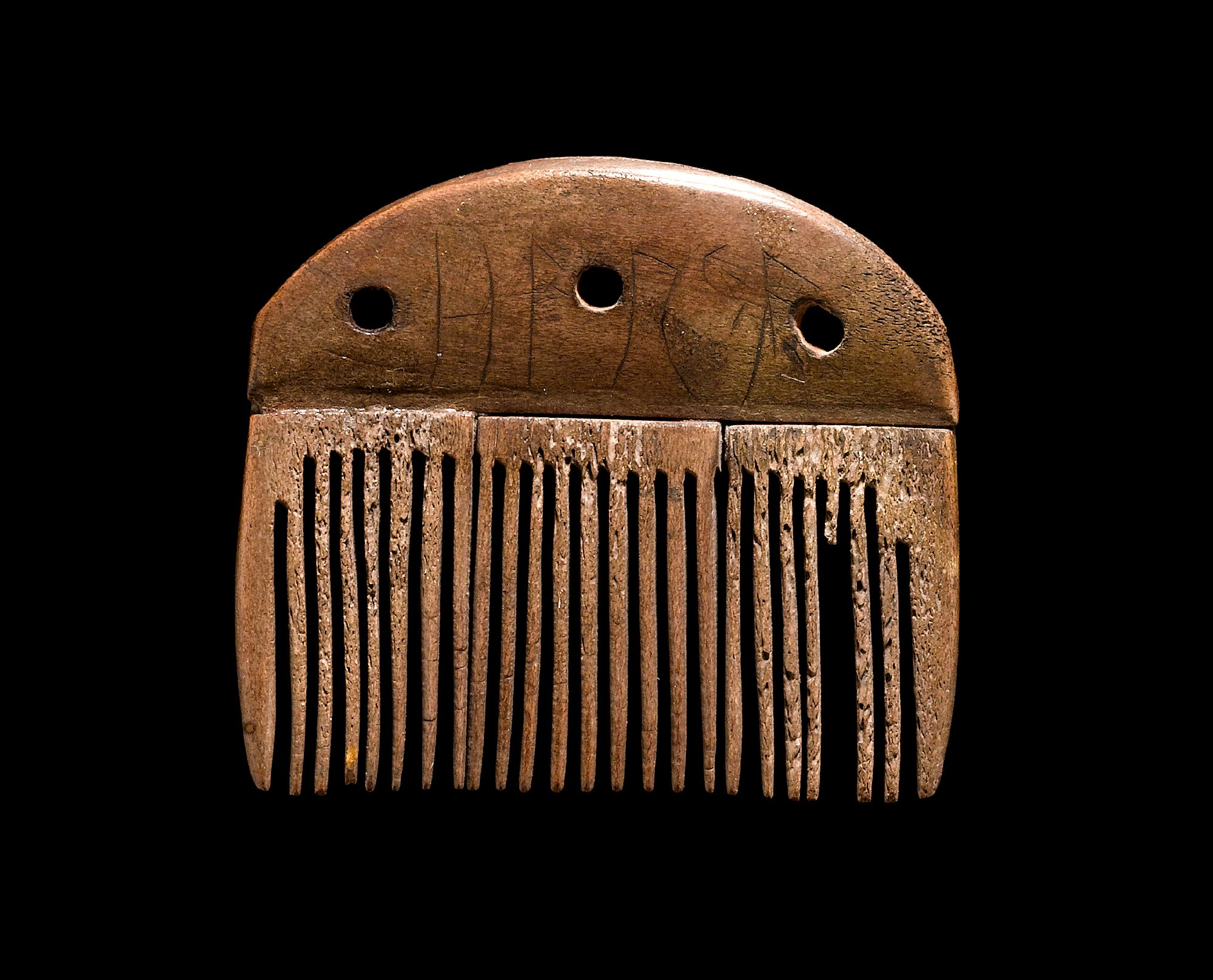
La pinta de Vimose, Museu Nacional de Dinamarca

Els utensilis trobats al pantà de Vimose, a l'illa de Fiònia (Dinamarca), formen part dels objectes més antics amb inscripcions de l'idioma protogermànic tardà o protonòrdic inicial, escrites amb runes de l'alfabet en futhark antic, i datades entre els s. II i III.

## Objectes i inscripcions
Els objectes amb inscripcions són aquests: 
- Pinta de Vimose (del 160, considerada la inscripció rúnica més antiga del món amb datació segura). La inscripció diu: harja, que es creu que significa 'pinta'.[1]

- Sivella de Vimose (del 200), inscripció: aadagasu =? ansuz-a(n)dag-a(n)la seva / laasauwija =? la-a[n]sau-wija;[2]

- Beina de Vimose (del 250) inscripció: mariha || [.]ala / makija; possiblement 'l'espasa d'Alla' ((Màkhaira) o bé 'el famós Alla'.[3]

- Raspall de fuster de Vimose (al voltant del 300), inscripció: talijo gisai oj: wiliR [..]l'o[…] / tkbis: hleuno: an[.]: regu.[4]

- Funda de plat de Vimose (al voltant del 300), inscripció: awgns; possiblement 'fill/descendent d'Awa'.[5]

- Punta de llança de Vimose, inscripció: [w]agni[ŋ]o.[6]